# Steffen Hartig
Steffen Hartig (* 1963) ist ein ehemaliger deutscher Triathlet.

## Werdegang
1993 qualifizierte er sich für einen Startplatz bei der Ironman-Weltmeisterschaft auf Hawaii, wo er den 30. Rang belegte.

In Montreal wurde Steffen Hartig 1999 Triathlon-Weltmeister auf der Kurzdistanz in seiner Altersklasse.
2001 wurde er Deutscher Vizemeister auf der Langdistanz (3,8 km Schwimmen, 180 km Radfahren und 42,195 km Laufen).
Er startete sowohl für den SC Riederau und wie auch für den TuS Fürstenfeldbruck in der Triathlon-Bundesliga.
Auch seine Ehefrau Kerstin ist im Triathlonsport aktiv.

## Sportliche Erfolge
| Datum/Jahr    | Rang | Wettbewerb                                            | Austragungsort | Zeit     | Bemerkung |
| ------------- | ---- | ----------------------------------------------------- | -------------- | -------- | --- |
| 3. Sep. 2006  | DNF  | ITU Short Distance Triathlon World Championships      | Lausanne       | –        | Ironman 70.3-Weltmeisterschaft; Start in der Altersklasse M40-44                                                              |
| 26. Aug. 2007 | 1    | Rodgau-Triathlon                                      | Rodgau         | 01:55:01 | 1,4 km Schwimmen, 40 km Radfahren und 10 km Laufen                                                                            |
| 22. Juli 2007 | 1    | Wörthsee-Triathlon                                    | Steinebach     | 02:02:08 | |
| 27. Aug. 2006 | 1    | Rodgau-Triathlon                                      | Rodgau         | 01:55:04 | |
| 30. Juli 2006 | 2    | Auerberg-Triathlon                                    | Schongau       | 02:00:46 | Zweiter hinter Stefan Schmid                                                                                                  |
| 17. Sep. 2005 | 4    | Balearman                                             | Ibiza          | 04:16:41 | 2,4 km Schwimmen, 81 km Radfahren und 25 km Laufen (hinter René Göhler, Jan Raphael, Daniel Müller und vor Rolf Lautenbacher) |
| 29. Aug. 2004 | 1    | Rodgau-Triathlon                                      | Rodgau         | 01:59:01 | |
| 1. Aug. 2004  | 2    | Auerberg-Triathlon                                    | Schongau       | 02:02:03 | |
| 26. Juli 2003 | 79   | Alpen-Triathlon                                       | Schliersee     | 02:18:13 | hinter dem Sieger Hektor Llanos (1,5 km Schwimmen, 40 km Radfahren und 10 km Laufen)                                          |
| 7. Juni 2003  | 5    | Challenge Hilpoltstein                                | Hilpoltstein   | 03:59:17 | hinter dem Sieger Lothar Leder (1,9 km Schwimmen, 90 km Radfahren und 21,1 km Laufen)                                         |
| 13. Juli 2003 | 2    | Stadt-Triathlon München                               | München        | 01:15:53 | Zweiter hinter Faris Al-Sultan                                                                                                |
| 31. Aug. 2002 | 1    | Rodgau-Triathlon                                      | Rodgau         | 01:11:10 | 0,7 km Schwimmen, 28 km Radfahren und 6 km Laufen                                                                             |
| 8. Sep. 2002  | 7    | Half Ironman UK                                       | Llanberis      | 04:12:05 | |
| 11. Sep. 1999 | 1    | ITU Triathlon Short Distance World Championship 35-39 | Montreal       | 01:53:43 | Weltmeister in der Klasse M35-39 auf der olympischen Distanz (1,5 km Schwimmen, 40 km Radfahren und 10 km Laufen)             |
| 1994          | 1    | Viernheimer Triathlon                                 | Viernheim      |          | |
| 4. Juli 1993  | 9    | Heinerfest Triathlon                                  | Darmstadt      | 2:04:06  | |

| Datum/Jahr    | Rang | Wettbewerb                                       | Austragungsort | Zeit     | Bemerkung                                                      |
| ------------- | ---- | ------------------------------------------------ | -------------- | -------- | -------------------------------------------------------------- |
| 4. Apr. 2004  | 23   | Ironman Australia                                | Port Macquarie | 09:04:58 |                                                                |
| 11. Aug. 2001 | 2    | DTU Deutsche Meisterschaft Triathlon Langdistanz | Kulmbach       | 08:32:43 | Deutscher Vizemeister auf der Langdistanz, hinter Siegi Ferstl |
| 2001          | 16   | Triathlon International de Nice                  | Nizza          | 06:50:41 |                                                                |
| 30. Aug. 1998 | 9    | Ironman Canada                                   | Penticton      | 09:31:00 |                                                                |
| 12. Juli 1998 | 24   | Ironman Europe                                   | Roth           | 08:57:06 |                                                                |
| 24. Aug. 1997 | 3    | Ironman Canada                                   | Penticton      | 08:48:15 |                                                                |
| 25. Aug. 1996 | 9    | Ironman Canada                                   | Penticton      | 08:59:33 |                                                                |
| 30. Juni 1996 | 3    | Yanmar Ironman Japan                             | Lake Biwa      | 08:57:14 |                                                                |
| 25. Aug. 1995 | 2    | Ironman Canada                                   | Penticton      | 08:42:44 |                                                                |
| 30. Okt. 1993 | 30   | Ironman Hawaii                                   | Hawaii         | 08:50:57 | 9. Rang in der Klasse M30-34 bei der Ironman-Weltmeisterschaft |
| 10. Okt. 1992 | 65   | Ironman Hawaii                                   | Hawaii         | 09:22:00 |                                                                |
| 19. Okt. 1991 | 39   | Ironman Hawaii                                   | Hawaii         | 09:18:37 |                                                                |
| 6. Okt. 1990  | 75   | Ironman Hawaii                                   | Hawaii         | 09:56:31 |                                                                |